# Azteca fasciata
Azteca fasciata är en myrart som beskrevs av Carlo Emery 1893. Azteca fasciata ingår i släktet Azteca och familjen myror.

## Underarter
Arten delas in i följande underarter:
- A. f. fasciata
- A. f. laeta
- A. f. nigricans
- A. f. similis